# Liste der Kulturdenkmäler in Rimbach (Odenwald)
Die folgende Liste enthält die in der Denkmaltopographie ausgewiesenen Kulturdenkmäler auf dem Gebiet  der Gemeinde Rimbach, Bergstraße, Hessen.
Hinweis: Die Reihenfolge der Denkmäler in dieser Liste orientiert sich zunächst an Ortsteilen und anschließend der Anschrift, alternativ ist sie auch nach der Bezeichnung, der vom Landesamt für Denkmalpflege vergebenen Nummer oder der Bauzeit sortierbar.
Kulturdenkmäler werden fortlaufend im Denkmalverzeichnis des Landes Hessen durch das Landesamt für Denkmalpflege Hessen auf Basis des Hessischen Denkmalschutzgesetzes (HDSchG) geführt. Die Schutzwürdigkeit eines Kulturdenkmals hängt nicht von der Eintragung in das Denkmalverzeichnis des Landes Hessen oder der Veröffentlichung in der Denkmaltopographie ab.

Die bisher bekannten Bau- und Kunstdenkmäler hat das Landesamt für Denkmalpflege Hessen in sogenannten Arbeitslisten erfasst. Den Arbeitslisten liegen Erkenntnisse aus Akten, Ortsbegehungen und Denkmalinventaren, jedoch keine neuere systematische Forschung, zugrunde. Die Benehmensherstellung mit der Gemeinde gemäß § 11 Abs. 1 HDSchG ist noch nicht erfolgt.
Das Vorhandensein oder Fehlen eines Objekts in dieser Liste ist keine rechtsverbindliche Auskunft darüber, ob es Kulturdenkmal ist oder nicht: Diese Liste entspricht möglicherweise nicht dem aktuellen Stand der offiziellen Denkmaltopographie. Diese ist für Hessen in den entsprechenden Bänden der Denkmaltopographie Bundesrepublik Deutschland und im Internet unter DenkXweb – Kulturdenkmäler in Hessen einsehbar. Auch diese Quellen sind, obwohl sie durch das Landesamt für Denkmalpflege Hessen aktualisiert werden, nicht immer aktuell, da es im Denkmalbestand immer wieder Änderungen gibt.
Eine verbindliche Auskunft erteilt allein das Landesamt für Denkmalpflege Hessen.
Nutze diese Kartenansicht, um Koordinaten in der Liste zu setzen. In dieser Kartenansicht sind Kulturdenkmale ohne Koordinaten mit einem roten bzw. orangen Marker dargestellt und können in der Karte gesetzt werden. Kulturdenkmale ohne Bild sind mit einem blauen bzw. roten Marker gekennzeichnet, Kulturdenkmale mit Bild mit einem grünen bzw. orangen Marker.

## Kulturdenkmäler der Gemeinde Rimbach

### Albersbach
| Bild                  | Bezeichnung              | Lage                                                         | Beschreibung        | Bauzeit | Objekt-Nr. |
| --------------------- | ------------------------ | ------------------------------------------------------------ | ------------------- | ------- | ---------- |
| Bild gesucht BW       | Gesamtanlage Albersbach  | Kreiswaldstraße 9–10 Lage                                    |                     |         | 55924 DDB  |
| Grenzstein I          | Grenzstein I             | Au und Steinertsklingen LageFlur: 1, Flurstück: 29/7         |                     |         | 56323 DDB  |
| Bild gesucht BW       | Grenzstein III Findling  | Hinterm Wald LageFlur: 3, Flurstück: 92                      |                     |         | 56325 DDB  |
|                       |                          | Im Kreiswald 6 LageFlur: 3, Flurstück: 75                    |                     |         | 844107 DDB |
| Zum Kreiswald         | Zum Kreiswald            | Im Kreiswald 9 LageFlur: 3, Flurstück: 73                    |                     |         | 55926 DDB  |
| Bild gesucht BW       | Grenzstein II Dreimärker | Im Roth LageFlur: 3, Flurstück: 35                           |                     |         | 56324 DDB  |
| Bild gesucht BW       | Grenzstein IV            | Jagdstock LageFlur: 3, Flurstück: 20                         |                     |         | 56326 DDB  |
| Gasthof Talhof        | Gasthof Talhof           | Kreiswaldstraße 4 LageFlur: 2, Flurstück: 33                 |                     |         | 55386 DDB  |
|                       |                          | Kreiswaldstraße 6 LageFlur: 2, Flurstück: 31/1               |                     |         | 55387 DDB  |
|                       |                          | Kreiswaldstraße 8 LageFlur: 2, Flurstück: 31/1               |                     |         | 55388 DDB  |
|                       |                          | Kreiswaldstraße 15 LageFlur: 1, Flurstück: 16                |                     |         | 55389 DDB  |
|                       |                          | Kreiswaldstraße (gegenü. Nr. 4) LageFlur: 1, Flurstück: 34/1 | Gefallenen-Ehrenmal |         | 55925 DDB  |
| Dorfgemeinschaftshaus | Dorfgemeinschaftshaus    | Tannenbuckelweg 3 LageFlur: 1, Flurstück: 30                 |                     |         | 55390 DDB  |
| Petershof             | Petershof                | Zum Hesselberg 9 LageFlur: 1, Flurstück: 5/1                 |                     |         | 56286 DDB  |

### Lauten-Weschnitz
| Bild       | Bezeichnung | Lage                                                         | Beschreibung   | Bauzeit | Objekt-Nr. |
| ---------- | ----------- | ------------------------------------------------------------ | -------------- | ------- | ---------- |
|            |             | Mittershausen-Erlenbach LageFlur: 1, Flurstück: 190          | Wegweiserstein |         | 56327 DDB  |
|            |             | Ortsstraße LageFlur: 1, Flurstück: 126/13                    |                |         | 55929 DDB  |
|            |             | Ortsstraße 26 LageFlur: 1, Flurstück: 27/2                   |                |         | 55377 DDB  |
| Haus Bauer | Haus Bauer  | Ortsstraße 35 LageFlur: 1, Flurstück: 43/1                   |                |         | 55927 DDB  |
|            |             | Ortsstraße (gegenüber Nr. 41) LageFlur: 1, Flurstück: 126/13 |                |         | 55928 DDB  |

### Mitlechtern
| Bild            | Bezeichnung | Lage                                                  | Beschreibung | Bauzeit | Objekt-Nr. |
| --------------- | ----------- | ----------------------------------------------------- | ------------ | ------- | ---------- |
| Bild gesucht BW |             | Alzenauer Straße 17 LageFlur: 5, Flurstück: 17        |              |         | 55933 DDB  |
|                 |             | Am Kirchberg 9 LageFlur: 4, Flurstück: 82             |              |         | 55930 DDB  |
|                 |             | Forststraße 11 LageFlur: 1, Flurstück: 125            |              |         | 55367 DDB  |
| Bild gesucht BW |             | Im Grund LageFlur: 5, Flurstück: 40                   |              |         | 56328 DDB  |
|                 |             | Siegfriedstraße 39 LageFlur: 4, Flurstück: 11/1, 11/2 |              |         | 55931 DDB  |
|                 |             | Siegfriedstraße 53 LageFlur: 4, Flurstück: 5          |              |         | 55368 DDB  |
|                 |             | Siegfriedstraße 54 LageFlur: 1, Flurstück: 86         |              |         | 55934 DDB  |
|                 |             | Siegfriedstraße 59 LageFlur: 1, Flurstück: 82         |              |         | 55369 DDB  |
|                 |             | Siegfriedstraße 69 LageFlur: 1, Flurstück: 152        |              |         | 55932 DDB  |

### Münschbach
| Bild | Bezeichnung | Lage                                        | Beschreibung | Bauzeit | Objekt-Nr. |
| ---- | ----------- | ------------------------------------------- | ------------ | ------- | ---------- |
|      |             | Im Wiesental 4 LageFlur: 4, Flurstück: 71/4 |              |         | 55946 DDB  |

### Zotzenbach
| Bild                   | Bezeichnung              | Lage                                                             | Beschreibung        | Bauzeit   | Objekt-Nr. |
| ---------------------- | ------------------------ | ---------------------------------------------------------------- | ------------------- | --------- | ---------- |
| Bild gesucht BW        | Gesamtanlage Hauptstraße | Hauptstraße Lage                                                 |                     |           | 55938 DDB  |
| Bild gesucht BW        | Brunnen                  | Am Hasenböhl LageFlur: 6, Flurstück: 66/5                        |                     |           | 56329 DDB  |
|                        |                          | Bahnhofstraße 9 LageFlur: 1, Flurstück: 18/26                    |                     |           | 55935 DDB  |
|                        |                          | Bahnhofstraße 18 LageFlur: 3, Flurstück: 63/25                   |                     |           | 55936 DDB  |
|                        |                          | Försterweg 1 LageFlur: 1, Flurstück: 70/2                        |                     |           | 55381 DDB  |
| Bild gesucht BW        |                          | Försterweg 2 LageFlur: 1, Flurstück: 64/4                        |                     |           | 55382 DDB  |
|                        |                          | Hauptstraße LageFlur: 1, Flurstück: 82/8                         | Gefallenen-Ehrenmal |           | 55943 DDB  |
| Ev. Pfarrhaus          | Ev. Pfarrhaus            | Hauptstraße 5 LageFlur: 1, Flurstück: 97/3                       |                     |           | 55378 DDB  |
| weitere Bilder         | Ev. Pfarrkirche          | Hauptstraße 14 LageFlur: 1, Flurstück: 61/7                      |                     | 1874-1877 | 55937 DDB  |
|                        |                          | Hauptstraße 27 LageFlur: 1, Flurstück: 122/1                     |                     |           | 55380 DDB  |
| weitere Bilder         |                          | Hauptstraße 30 LageFlur: 1, Flurstück: 80/5                      |                     |           | 55939 DDB  |
|                        |                          | Hauptstraße 72 LageFlur: 8, Flurstück: 51                        |                     |           | 55787 DDB  |
|                        |                          | Hauptstraße 82 LageFlur: 8, Flurstück: 10/1                      |                     |           | 55788 DDB  |
| Bild gesucht BW        |                          | Hofäcker, Beim Haus LageFlur: 1, Flurstück: 156/4, 78/4          |                     |           | 55940 DDB  |
| Bild gesucht BW        | Wegekreuz                | K 21 LageFlur: 6, Flurstück: 88/1                                |                     |           | 56330 DDB  |
| Bild gesucht BW        | Mühlenwehr               | Mühlgraben LageFlur: 1, Flurstück: 175/115                       |                     |           | 55942 DDB  |
| Turnvater-Jahn-Denkmal | Turnvater-Jahn-Denkmal   | Schulstraße LageFlur: 1, Flurstück: 175/138                      |                     |           | 55941 DDB  |
| Pfeifersmühle          | Pfeifersmühle            | Schulstraße 8 LageFlur: 1, Flurstück: 113/8                      |                     |           | 55945 DDB  |
|                        |                          | Steinbühl 6 LageFlur: 1, Flurstück: 20/4                         |                     |           | 55384 DDB  |
|                        |                          | Unter-Mengelbach 1 LageFlur: 6, Flurstück: 51/1                  |                     |           | 55379 DDB  |
|                        |                          | Unter-Mengelbach 4, Hofwiesen LageFlur: 6, Flurstück: 38/1, 53/4 |                     |           | 55944 DDB  |
| weitere Bilder         | Ireneturm                | Wagenberg LageFlur: 12, Flurstück: 1                             |                     | 1910      | 55385 DDB  |
| Heimatmuseum           | Heimatmuseum             | Weiherer Weg 3 LageFlur: 1, Flurstück: 28/1                      |                     |           | 55383 DDB  |
| Haus Eben-Ezer         | Haus Eben-Ezer           | Weiherer Weg 4 LageFlur: 1, Flurstück: 96/14                     |                     |           | 55967 DDB  |